# Iretama
Iretama là một đô thị thuộc bang Paraná, Brasil. Đô thị này có diện tích 570,459 km², dân số năm 2007 là 11503 người, mật độ 20,2 người/km².